# Bakterie brodawkowe

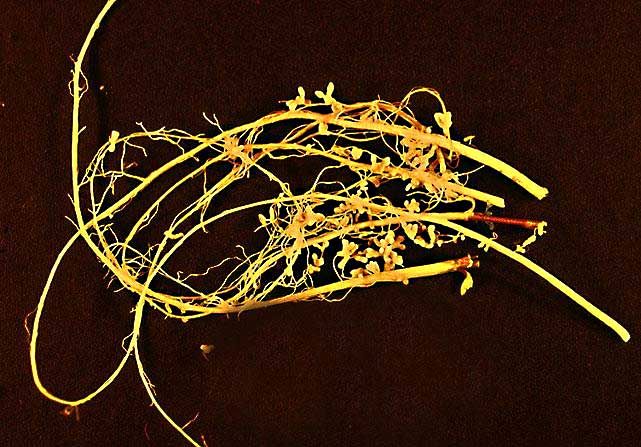
Bakterie brodawkowe uczestniczą w symbiozie z roślinami. Bradyrhizobium w brodawkach korzeniowych soi.

Bakterie brodawkowe, bakterie korzeniowe – glebowe bakterie azotowe z rodzaju Rhizobium, Bradyrhizobium, Azorhizobium, Sinorhizobium i Mesorhizobium żyjące w symbiozie z roślinami motylkowatymi, które tworzą na swych korzeniach narośla, tzw. brodawki korzeniowe. Poza wymiennymi grupami należącymi do α-proteobakterii w symbiozę z roślinami wchodzą także Gram-dodatnie bakterie Frankia indukujące brodawki u roślin należących do Betulaceae, Casuarinaceae, Myricaceae, Elaeagnaceae, Rhamnaceae, Rosaceae, Coriariaceae i Datisticaceae. Na początku XXI wieku odkryto, że brodawki korzeniowe u roślin bobowatych mogą być również indukowane przez bakterie nie należące do Rhizobiaceae. Są to bakterie z grupy Methylobacterium i Burkholderia.
Rośliny bobowate tworzą jedną z największych rodzin na Ziemi liczącą około 18000 gatunków, a ich sukces jest prawdopodobnie związany z symbiozą z bakteriami wiążącymi azot atmosferyczny.
Bakterie te mają zdolność wiązania wolnego azotu (N2), dzięki czemu zaopatrują rośliny w azot (40-550 kg N/ha/rok). W wyniku tej symbiozy rośliny dają plony o dużej zawartości azotu.
Każda roślina może współżyć tylko z określonym gatunkiem bakterii brodawkowych, np.:
- łubin współżyje z Bradyrhizobium sp.,
- soja – Bradyrhizobium japonicum,
- groch, bób i soczewica – Rhizobium leguminosarum bv. viceae,
- fasola – R. leguminosarum bv. phaseoli,
- koniczyna – R. leguminosarum bv. trifolii.

Rośliny tworzące brodawki korzeniowe są w stanie rozpoznać sygnał chemiczny od poszczególnych gatunków bakterii i ewolucyjnie dobierają optymalnego partnera. Relacje bakterii z rodzaju Burkholderia są mniej specyficzne. Mogą one wchodzić w symbiozę z wieloma gatunkami roślin.
Dodatek małej ilości nawozu azotowego (nawożenie startowe) dostarcza roślinie we wczesnym okresie rozwoju pokarmu azotowego i zabezpiecza ją przed głodem azotowym w okresie między wyczerpaniem tego składnika z nasienia a początkiem symbiotycznego wiązania azotu z powietrza. Efektywność symbiozy między rośliną motylkowatą a bakteriami brodawkowymi zależy od: stosowanych pestycydów, zanieczyszczeń gleby metalami ciężkimi, jak również obecności bakteriofagów i niektórych szkodników glebowych (np. oprzędzika), które niszczą brodawki korzeniowe. Nadmierna chemizacja rolnictwa powoduje zubożenie gleb w bakterie brodawkowe, np. zaprawy nasienne opóźniają tempo wzrostu szczepów Rhizobium i Bradyrhizobium oraz zmniejszają liczebność i wielkość ich kolonii.

## Inokulacja rolnicza
Chociaż bakterie brodawkowe znajdują się w glebie i zakażają korzenie samorzutnie, to w celu zwiększenia plonów roślin motylkowatych stosuje się szczepionki zawierające odpowiedni dla danego gatunku szczep lub mieszaninę szczepów bakterii. Najczęściej szczepienia dokonuje się poprzez zaprawianie nasion. Szczepionka powinna zawierać 10e7 -10e9 CFU/g; a na nasiono od 10e3 (np. koniczyny) do 10e5 (np. soi). Jednym z wielu komercyjnych produktów jest Nitragina. Bakterie muszą być żywe a giną w transporcie i podczas składowania preparatów. Szkodzi im także zamrażanie i temperatura powyżej 40 °C.
Szczepionki wytwarza się przez namnażanie na sterylnym podłożu bakterii do 10e9 - 10e10 CFU/ml. Produkt może być komercjalizowany jako pofermentacyjny płyn, koncentrat olejowy lub liofilizat. Również płyn pofermentacyjny lub jego zwirowany kondensat może być mieszany z suchym nośnikiem na przykład drobno zmielonym torfem. By pył ten był przylepny do nasion używany bywa lepik, na przykład bakteryjny ksantan.
Do izolacji lokalnych szczepów można użyć selektywnego bezazotowego podłoża z 0.05% agaru (soft agar). Bakterie będą się namnażać w mikroaorofilnej strefie parę mm pod powierzchnią. Szczepy lokalne mogą być lepsze niż wprowadzane. Na YMB/A (typowe podłoża) kwasogenne Rhizobium, Sinorhizobium dzielą się co 2-4 h, Bradyrhizobium alkalizujące podłoże co 6-8 h, więc na powstanie 1mm kolonii potrzeba tygodnia. Przy masowej produkcji bakterie dobrze rosną z dodatkiem serwatki do 10e10/ml w 297 K.